# Szava
Szava là một thị trấn thuộc hạt Baranya, Hungary. Thị trấn này có diện tích 12,64 km², dân số năm 2010 là 339 người, mật độ 27 người/km².